# Jaycall
Jay call ist eine Effektpfeife, die in der Latin- oder Sambamusik eingesetzt wird. Sie verströmt einen geräuschhaften, ätherischen Klang, der dem Klang des Windes ähnelt, der durch Bäume streift. Wörtlich übersetzt bedeutet Jay call „Eichelhäher-Ruf“.
Der Komponist Wilfried Hiller verwendete den Jay call in einem seiner Werke.